# クエン酸リアーゼデアセチラーゼ
クエン酸リアーゼデアセチラーゼ(Citrate lyase deacetylase、EC 3.1.2.16)は、以下の化学反応を触媒する酵素である。
[クエン酸(プロ-3S)]-リアーゼ（酢酸型） + 水{\displaystyle \rightleftharpoons }[クエン酸(プロ-3S)]-リアーゼ（チオール型） + 酢酸
従って、この酵素の基質は[クエン酸(プロ-3S)]-リアーゼ（酢酸型）と水の2つ、生成物は[クエン酸(プロ-3S)]-リアーゼ（チオール型）と酢酸である。
この酵素は加水分解酵素に分類され、特にチオエステルに作用する。系統名は、[クエン酸(プロ-3S)]-リアーゼ（酢酸型）ヒドロラーゼ([citrate-(pro-3S)-lyase](acetyl-form) hydrolase)である。